# Стамбульская ашкеназская синагога
Стамбульская ашкеназская синагога (тур. Aşkenazi Sinagogu) — ортодоксальная синагога в районе Бейоглу в городе Стамбул. Единственная действующая ашкеназская синагога в городе.
Синагога была основана евреями из Австро-Венгрии в 1900 году. Это также единственная действующая ашкеназская синагога из трёх на территории Стамбула, поскольку евреи-ашкенази составляют только 4 процента от общего еврейского населения Турции. Посетить синагогу можно утром в будние дни, а в субботу утром — на богослужения.

## Галерея

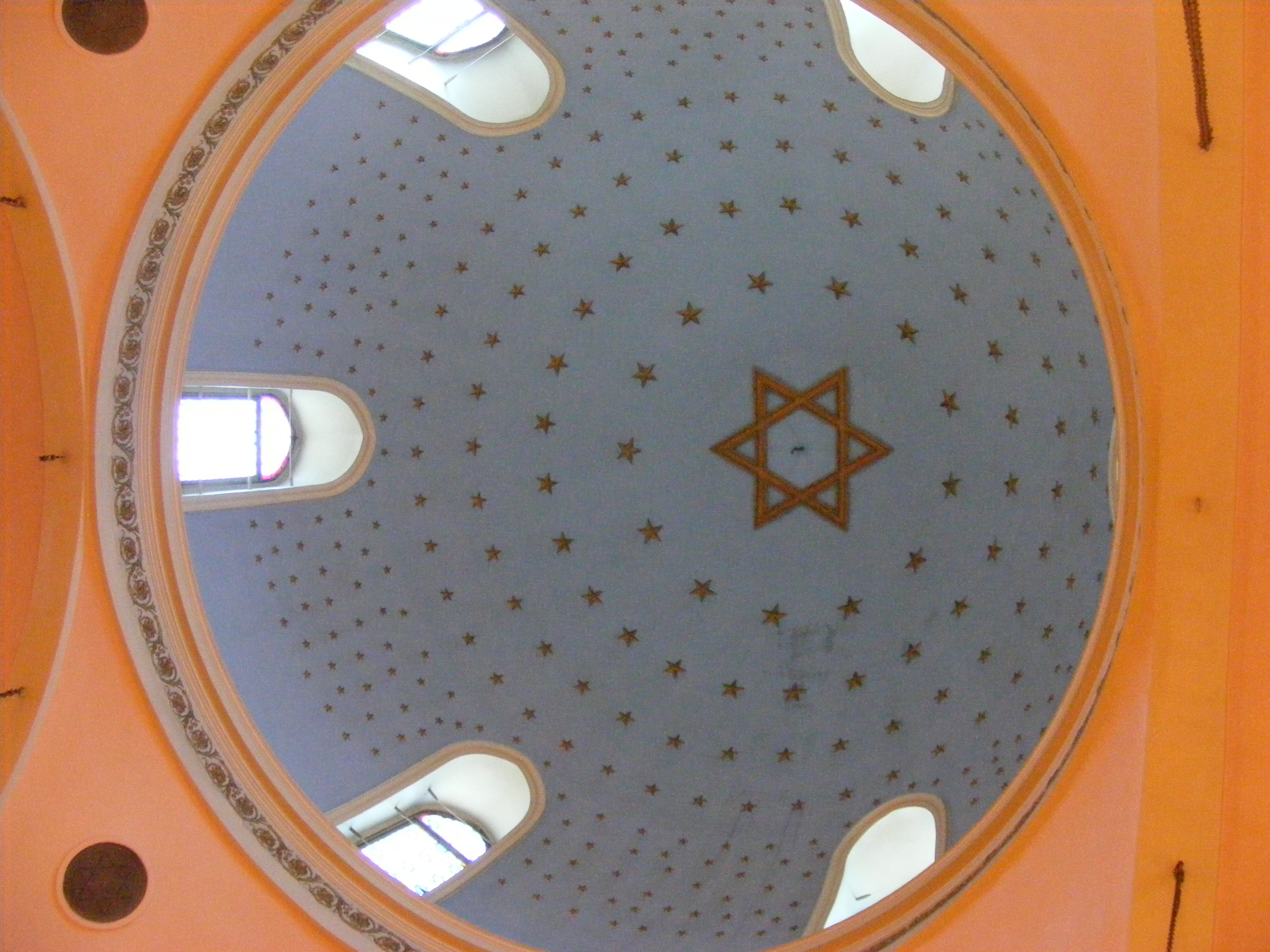
Купол
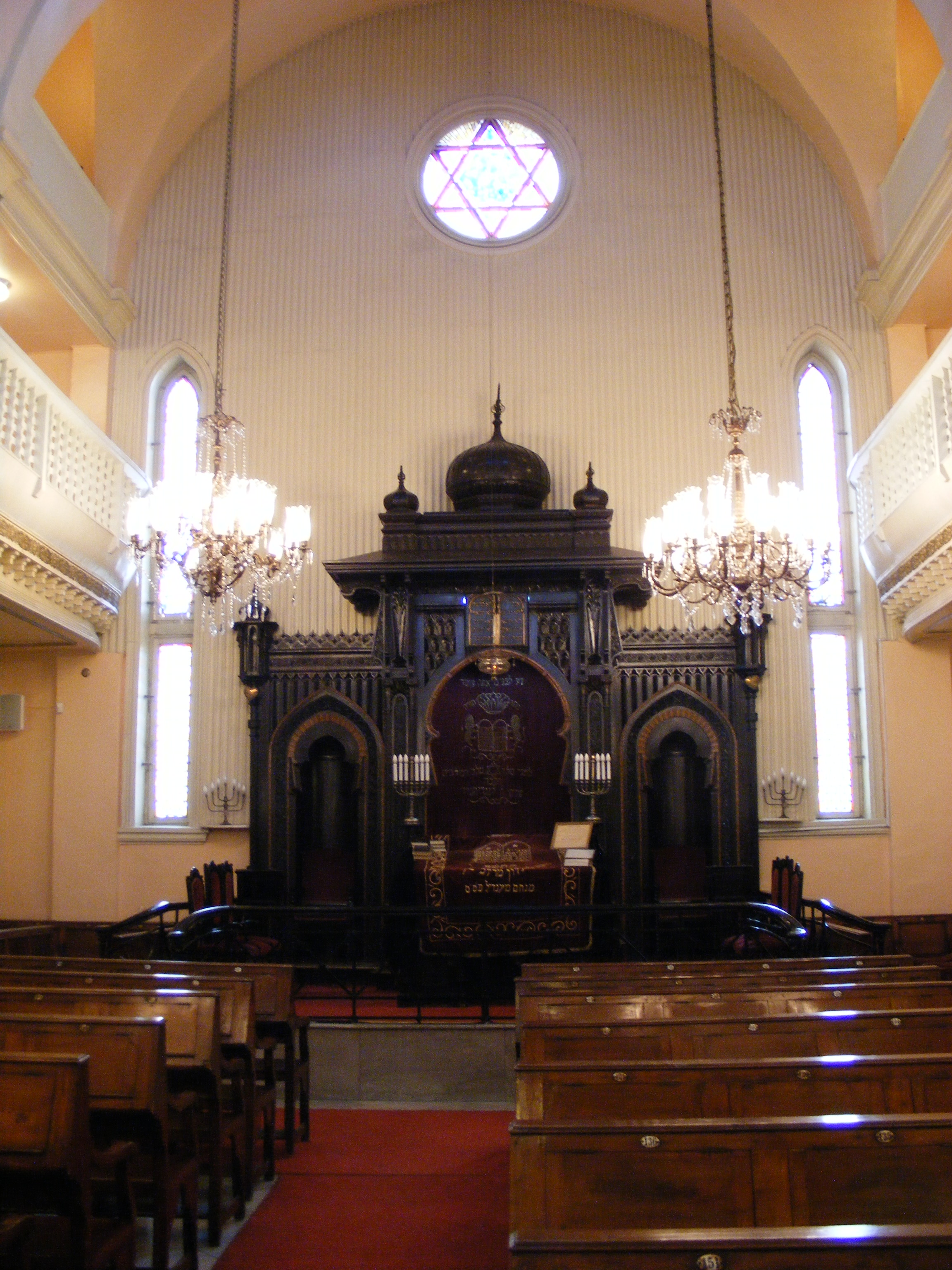
Интерьер синагоги
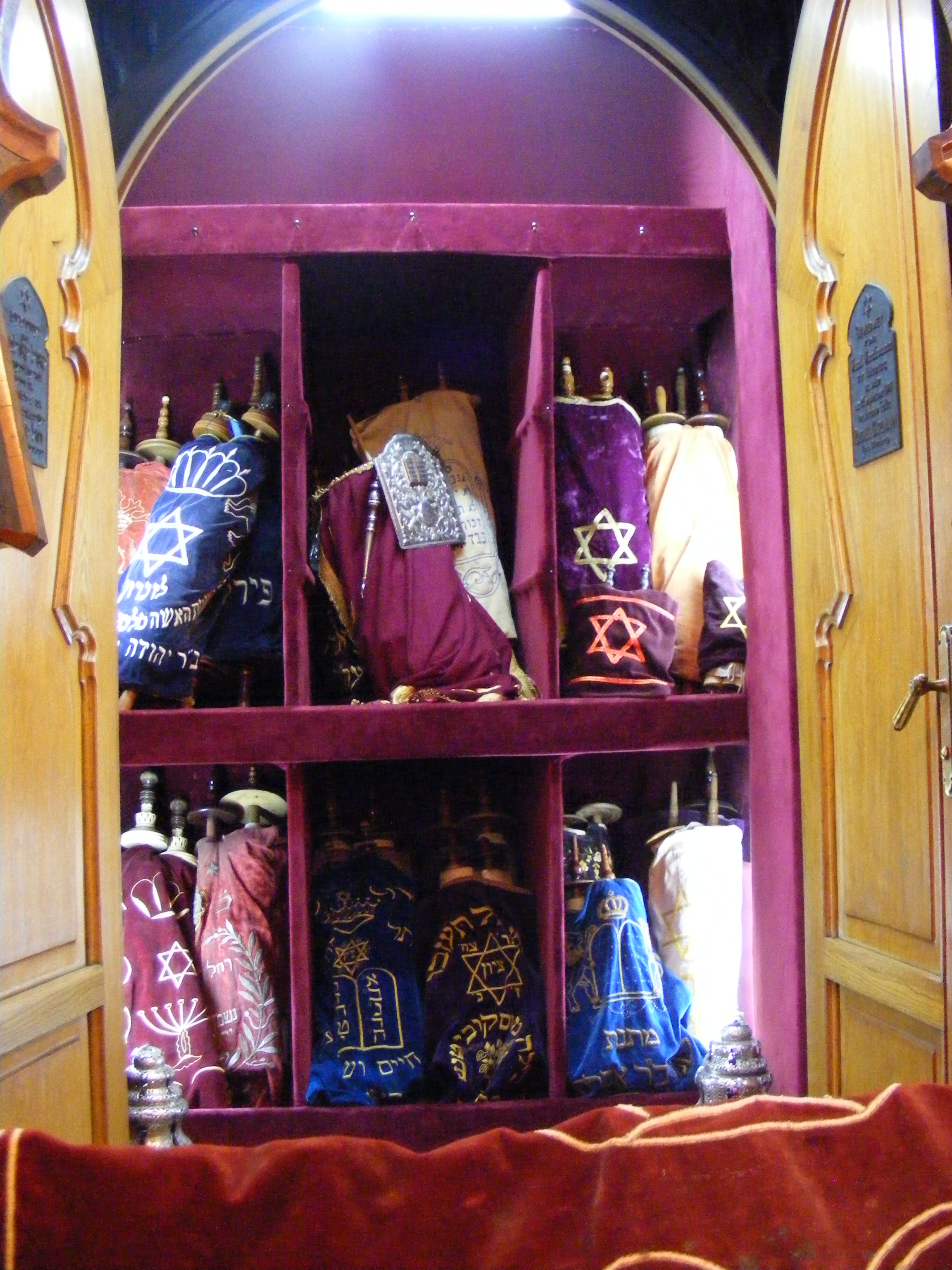
Свиток Торы в Синагогальный ковчег